# Richard Pateman Wallis
Pour les articles homonymes, voir Wallis.
Richard Pateman Wallis (30 juillet 1867-14 octobre 1918) est un homme politique canadien de la Colombie-Britannique. Il est député provincial conservateur de la circonscription britanno-colombienne d'Alberni de janvier 1918 jusqu'à son décès en octobre de la même année d'une pneumonie, .